# Schloss Hainrode
Das Schloss Hainrode steht in der Flur der Stadt Bleicherode im Landkreis Nordhausen in Thüringen.

## Geschichte
Die Bezeichnung Wöbelsburg  für das Schloss hat seinen berechtigten Grund, weil es an der Nordabdachung der Hainleite zum Übergang in die Wipperaue ähnlich liegt wie die Wallanlage auf dem Bergsporn über Hainrode, die Wöbelsburg heißt.
Das Gutsschloss wird als eine Folgeanlage dieser ehemaligen Wallburg angesehen. Die Anfänge der Wöbelsburg liegen wahrscheinlich im 12. Jahrhundert. Erst war wohl nur ein Herrenhaus mit kleineren Wirtschaftsgebäuden vorhanden. Es war nur ein Vorwerk. Später, nach 1531, besaßen das Stammgut in Hainrode die Herren von Bila. Mit diesen Besitzern wurde das Vorwerk ein Rittergut. Die schlossähnlichen Gebäude wurden erst im 18. Jahrhundert errichtet.
1945 unterlagen die Herren von Bila auch den Gesetzen der Enteignung. Das Schloss wurde jedoch als Volkseigentum übernommen und war ein Kinderheim bis 1997. Das Schloss besteht aus drei Gebäuden mit anschließendem Park, Wiesen und Wald.
Heute betreibt eine Familie aus Holland das Schloss als Landhotel.